# Allapoderus zherichini
Allapoderus zherichini es una especie de coleóptero de la familia Attelabidae.

## Distribución geográfica
Habita en Vietnam.